# Chokladglass

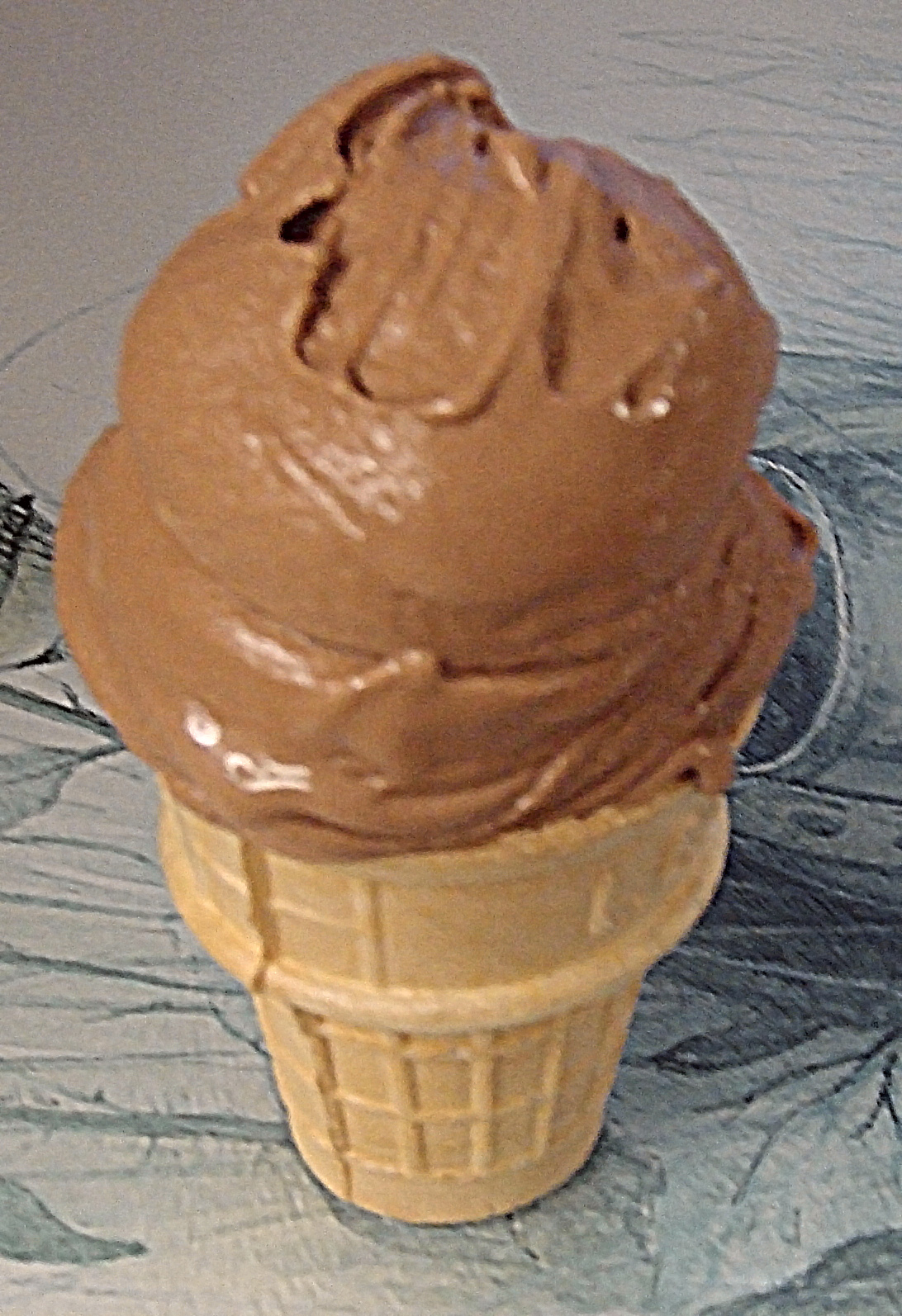
Chokladglass

Chokladglass är en typ av glass med smak av choklad. Smaken kommer från kakaobönan, genom att man blandar kakaopulver med ägg, mjölk, grädde och socker. Chokladglassen kan ingå i desserter, men äts ofta ren eller med chokladsås och strössel. 